# Puente de Barbadillo del Mercado
El puente gótico del pueblo de Barbadillo del Mercado (Burgos). La obra se elevaba sobre el río Arlanza. En lo presente, el puente tiene una longitud de 62 m y 7 m de anchura, presenta bóvedas escarzanas y tímpanos y estribos de sillería.
El puente se encuentra sin servicio porque ya hay una carretera que evita el paso por allí. Anteriormente era una gran vía de comunicación.

## Historia y descripción

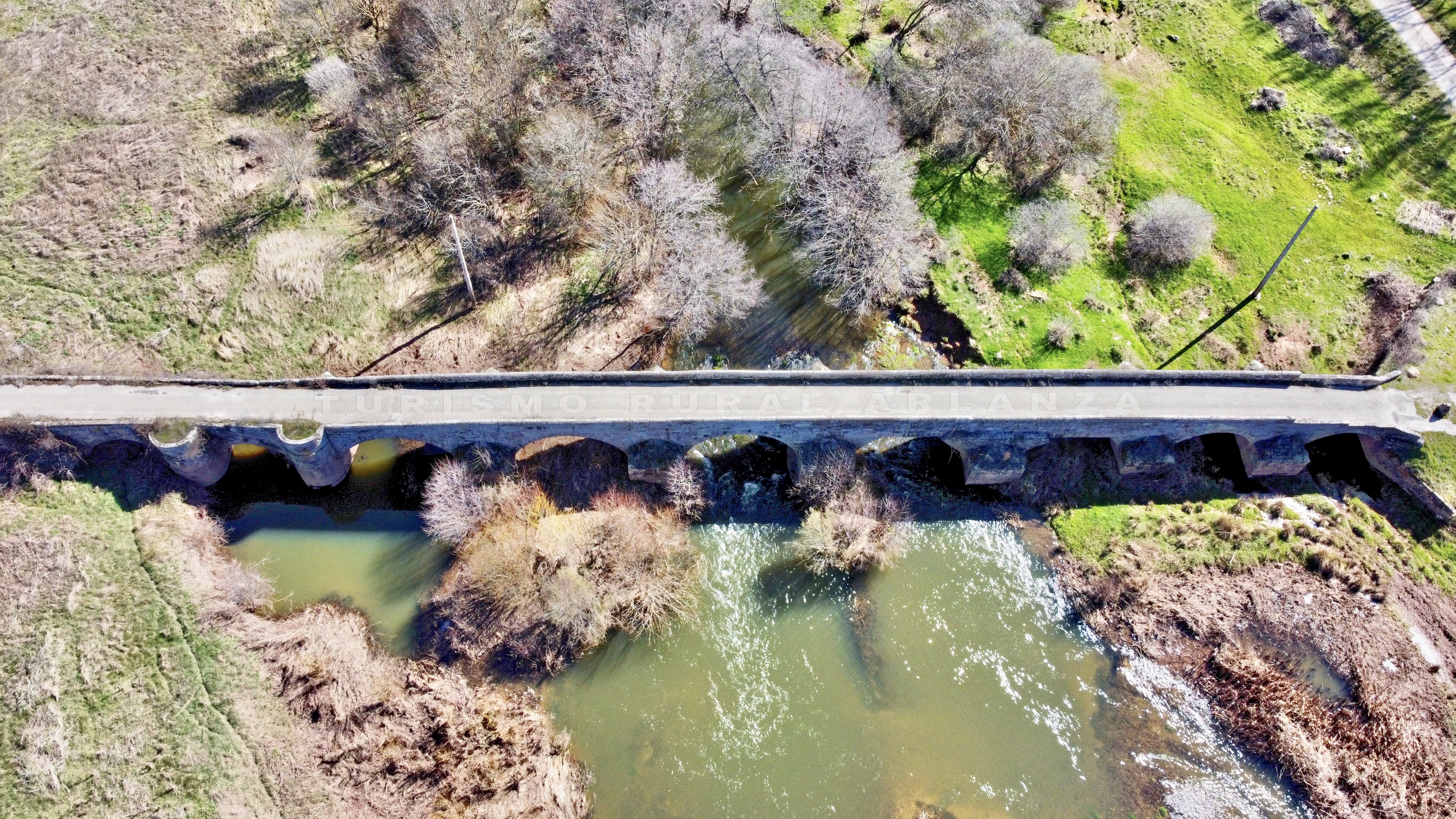
Puente de Barbadillo del Mercado

El puente se encuentra en una villa que durante la Edad Media y Moderna, tuvo una notable importancia, ya que se mencionan en las leyendas de los Infantes de Lara. De ahí su origen medieval del puente, y las continuas reconstrucciones que fue recibiendo hasta que, la construcción de la nueva carretera, quedó abandonado.
A finales del siglo XVIII consta que intervino el arquitecto Fernando González de Lara, revisando su manguardia y estableciendo el proyecto preciso que aprobó la Real Academia de San Fernando. Se realizó con piedra de sillería, arcos apuntados y semicirculares.